# 花隈駅
花隈駅（はなくまえき）は、兵庫県神戸市中央区北長狭通六丁目にある、阪急電鉄神戸高速線の駅。駅番号はHK-17。

## 概要
かつて神戸高速鉄道が管理していた区間では唯一阪急が管理する駅で、阪急が管理する駅では最西端かつ最南端の駅でもある。
現行ダイヤでは全営業列車が停車するが、山陽電気鉄道の特急は通過していた時期もあった。
当駅前後の区間は神戸高速鉄道が第三種鉄道事業の「東西線」として施設を保有し、阪急電鉄が第二種鉄道事業として営業を行う。
神戸高速線は花隈駅東方で地上に出る。かつては山陽電気鉄道西代駅東方にも地上区間があったが、同駅付近は地下化されたために神戸高速線全体でも唯一の地上区間となっている。ただし坑口を出るとすぐに高架線となるため、踏切はない。

## 歴史
- 1968年（昭和43年）4月7日：神戸高速鉄道開通に伴い開業する[1]。
- 1991年（平成3年）4月7日：山陽特急の停車が取り止められたことにより、当駅で初めての通過列車が設定される。
- 1995年（平成7年）
  - 1月17日：阪神・淡路大震災により被災し、営業休止となる[注釈 2]。
  - 2月6日：当駅に折り返し設備を設置し、新開地駅との間で運転を再開する[2]。
  - 6月1日：阪急三宮駅と当駅間の運転を再開する（同年8月13日に神戸高速全線の運転を再開する）[2]。
- 1998年（平成10年）2月15日：山陽特急の停車が再開され、通過列車の設定が無くなる。
- 2001年（平成13年）3月10日：山陽特急の阪急三宮方面発着列車が廃止され、当駅への乗り入れが無くなる。
- 2010年（平成22年）10月1日：山陽電気鉄道の第二種鉄道事業を廃止する（列車の乗り入れは継続）。なお、この日までに駅名板（駅名標）は阪急電鉄が採用しているユニバーサルデザインに統一される。
- 2013年（平成25年）12月21日：駅ナンバリングが導入される[3]。
- 2020年（令和2年）3月14日：エレベーターを設置[4]。

## 駅構造

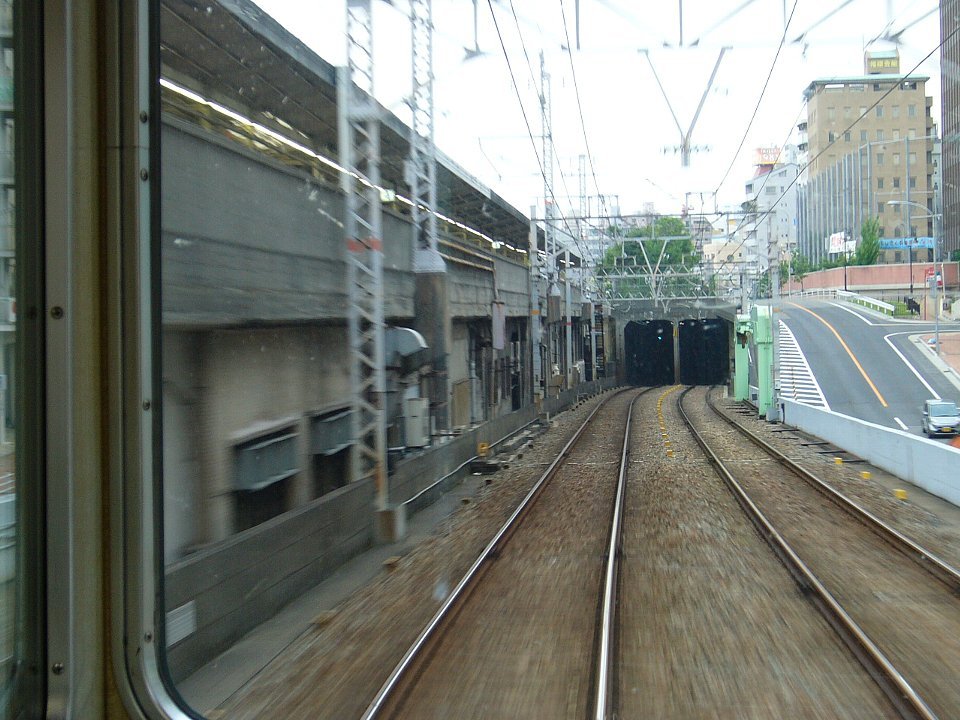
神戸高速線唯一の地上区間から地下へ入り、花隈へ向かう。左側はJR元町駅。

相対式ホーム2面2線を有する地下駅である。改札口は東西各1箇所ずつあり、このうち東改札は地下1階に、西改札は地上にある（駅務室は地上の西改札）。下り姫路方面ホームから東西両改札口までは、一度地下3階に設置されている線路下の連絡通路を経由する構造となっている。ホームは地下2階にあり、有効長は阪急の車両に合わせて8両編成の停車が可能となっている。エレベーターは、西改札口に地上と上りホームを連絡する1基と、駅構内にホームと地下通路を連絡するエレベーターを各ホーム1基ずつの合計3基設置している。以前は駅の西側に上下線をつなぐ非常渡り線が存在した。
トイレは東・西改札内両方にある。

### のりば
| 号線 | 路線        | 方向 | 行先                                             |
| ---- | ----------- | ---- | ------------------------------------------------ |
| 1    | ■神戸高速線 | 下り | 新開地・ 山陽電鉄線（明石・姫路）方面            |
| 2    | ■神戸高速線 | 上り | 大阪（梅田）・神戸三宮・西宮北口・京都・宝塚方面 |

※ 実際には構内にのりば番号表記はないが、スマートフォン向けアプリ「阪急沿線ナビ TOKKアプリ」の発車案内機能では、新開地方面が1号線、梅田方面が2号線と表示されている。

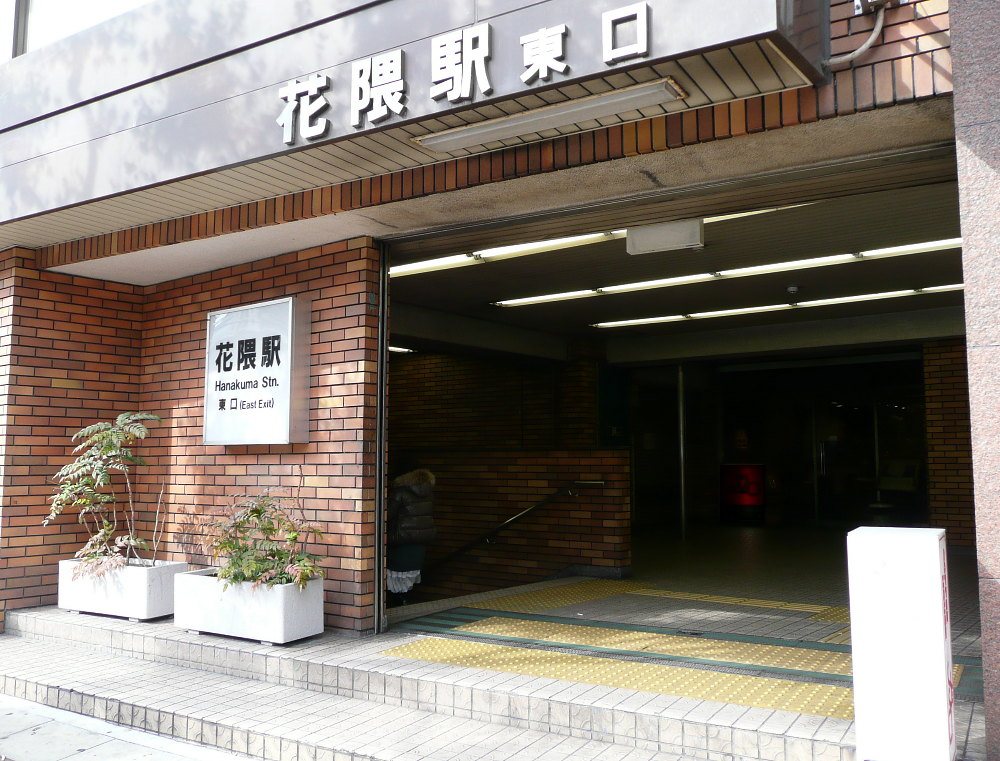
神戸高速鉄道時代の東口
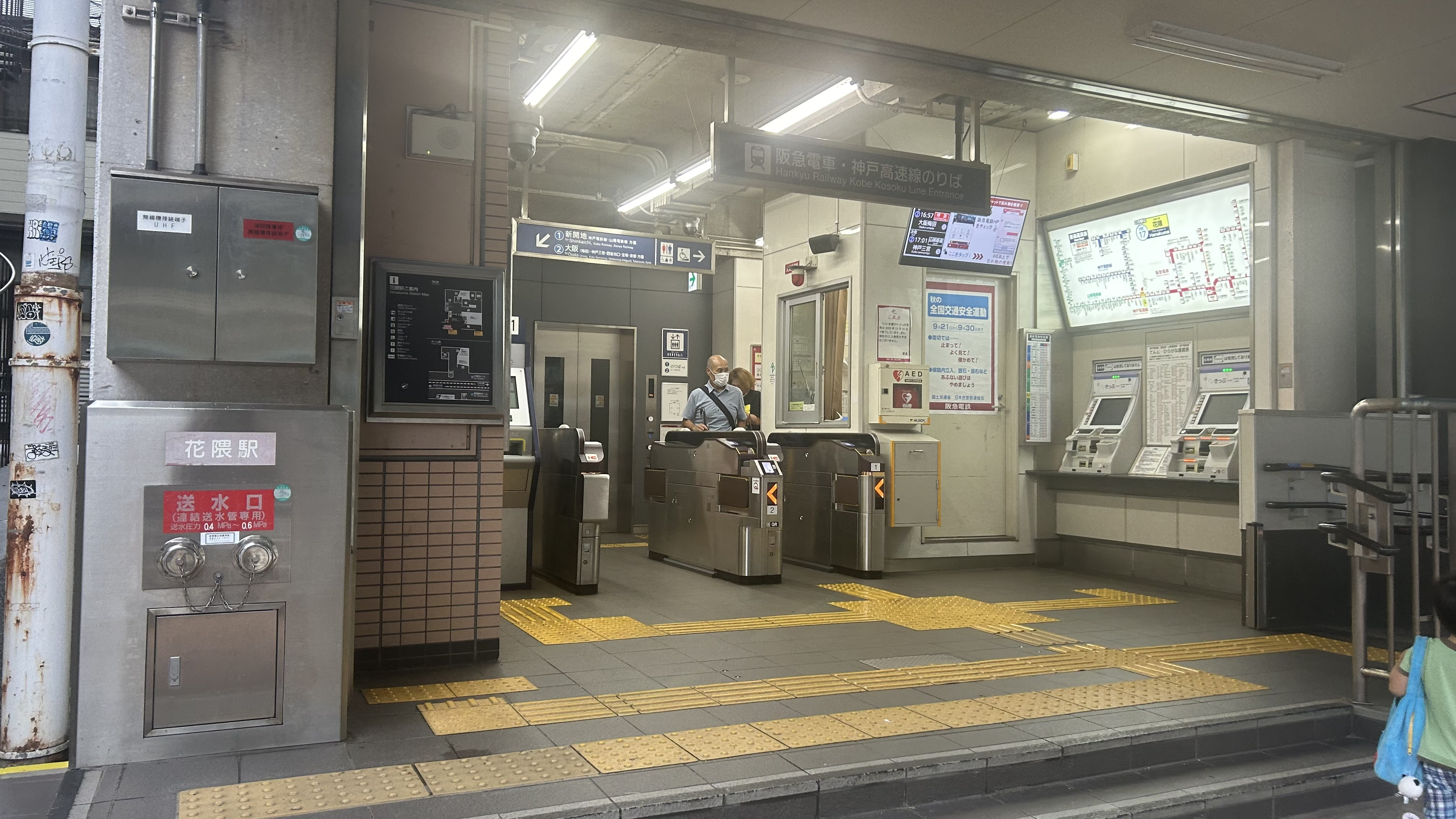
西口
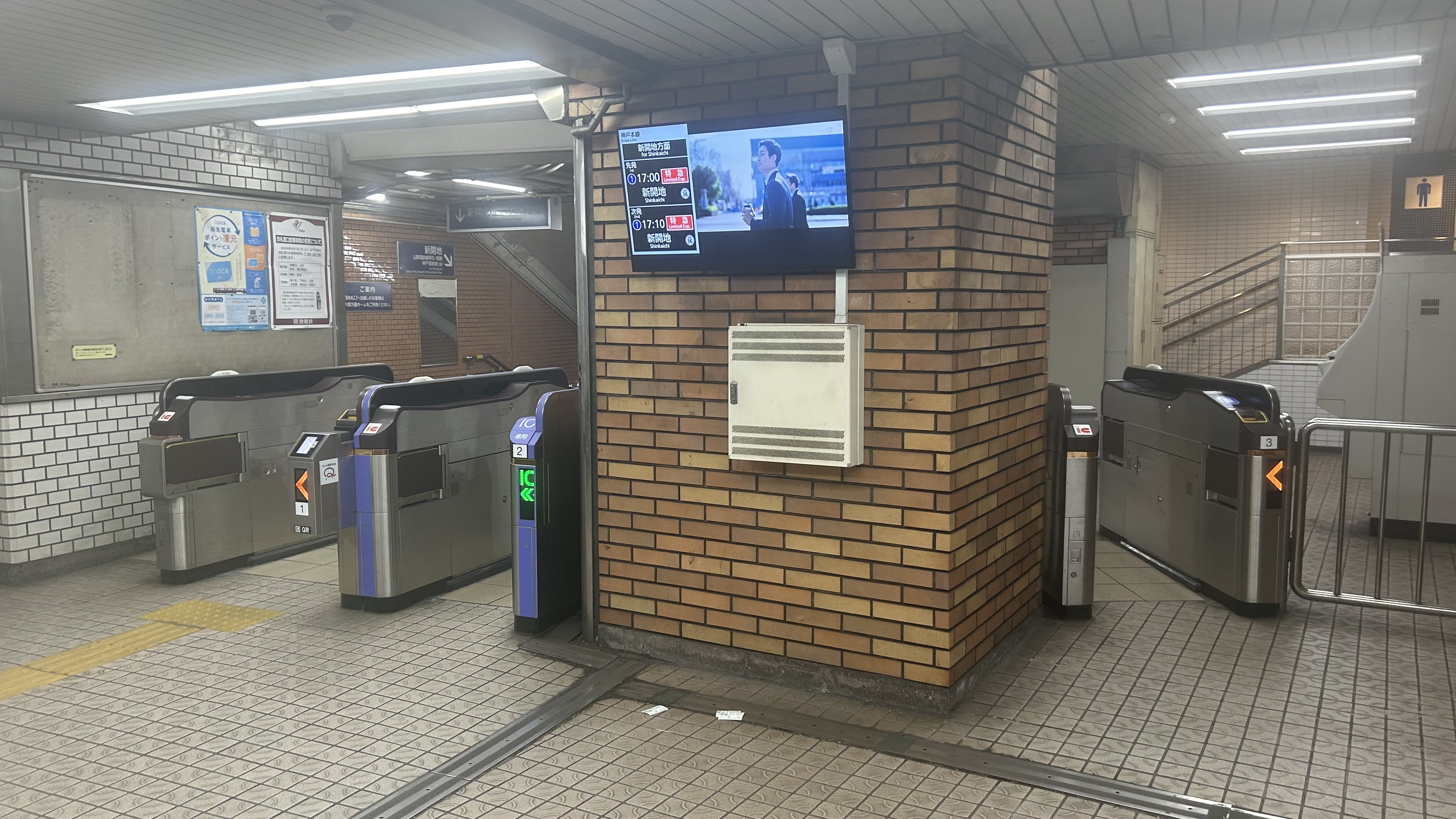
東改札口
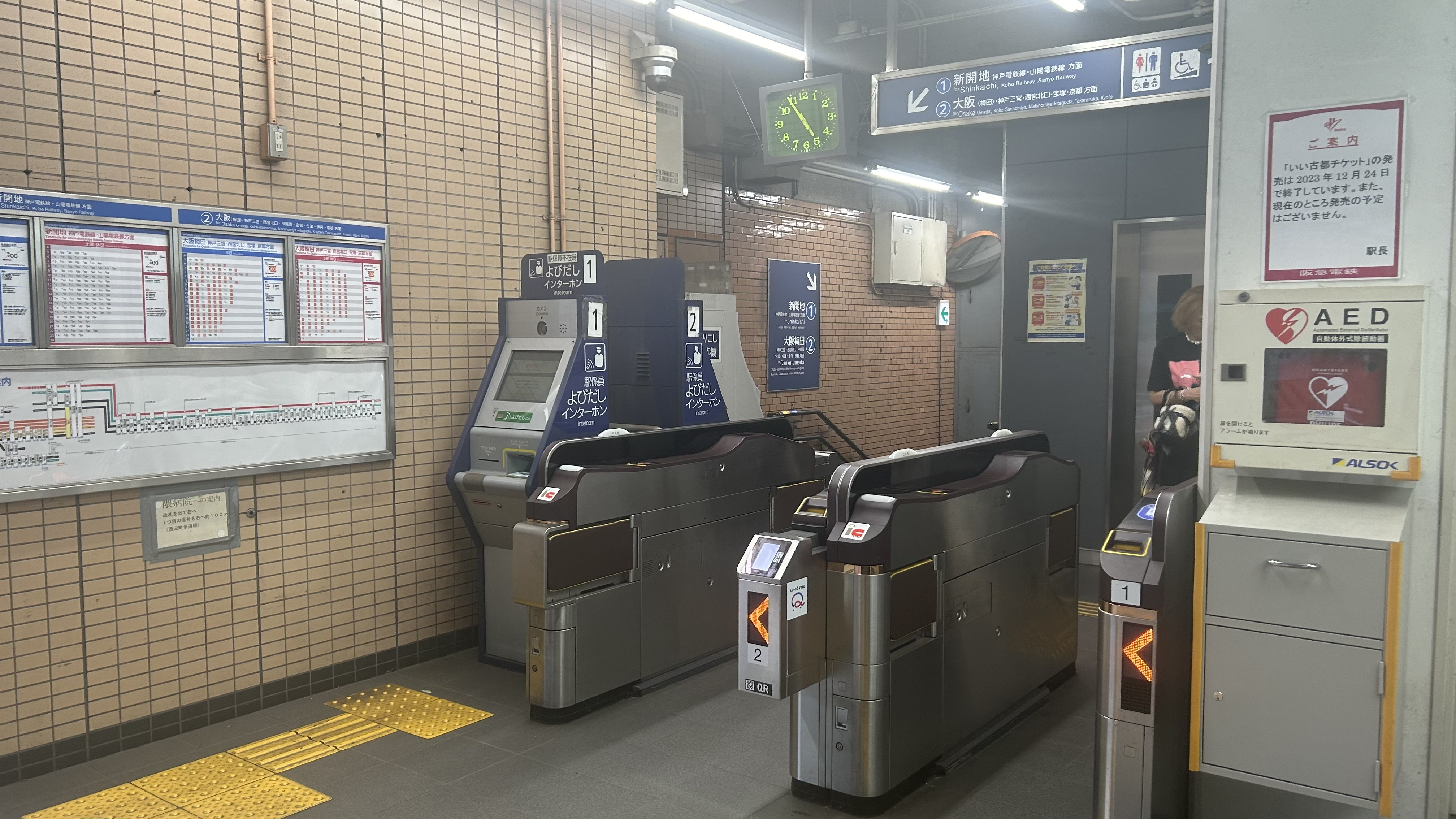
西改札口
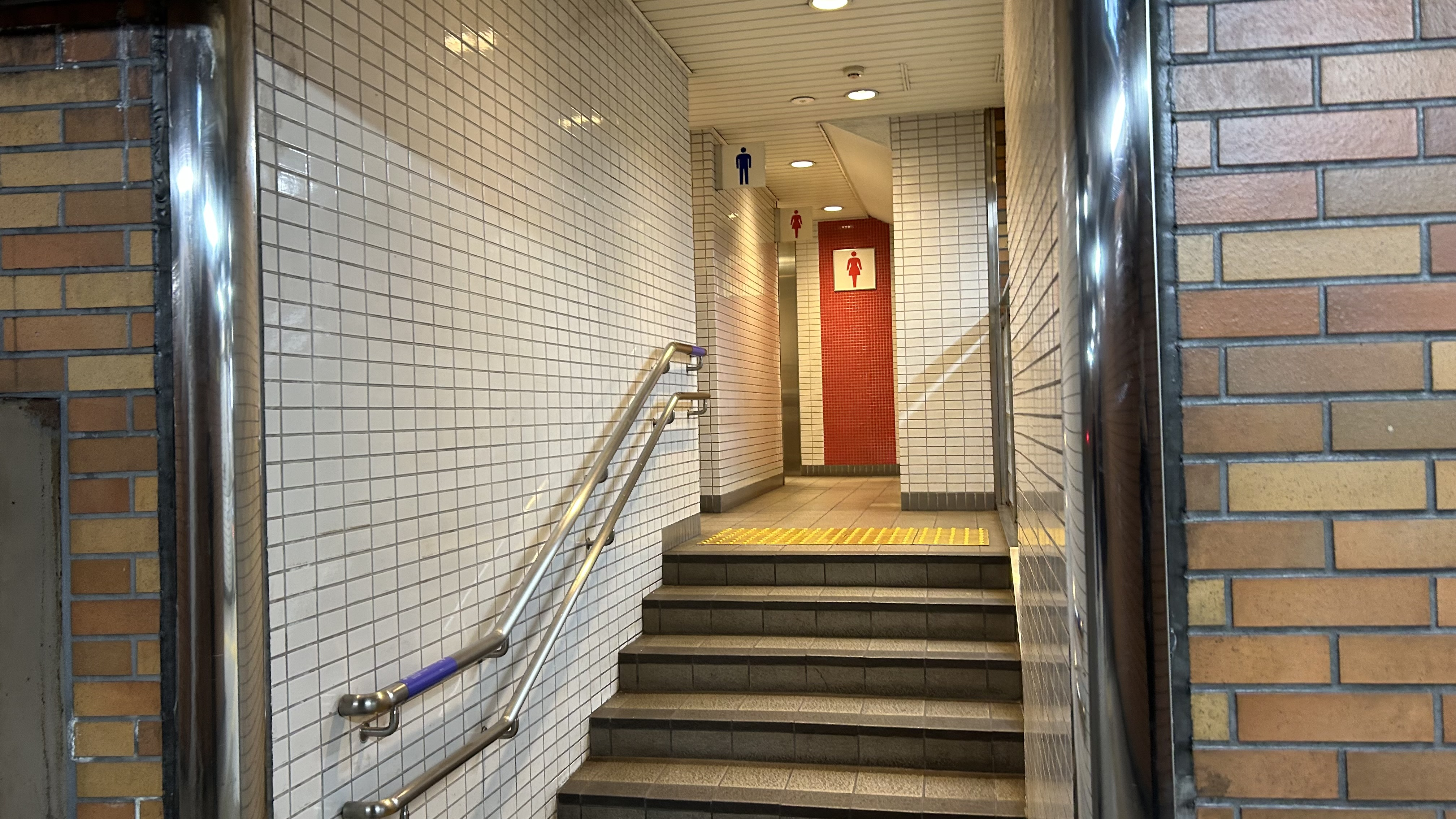
東改札トイレ
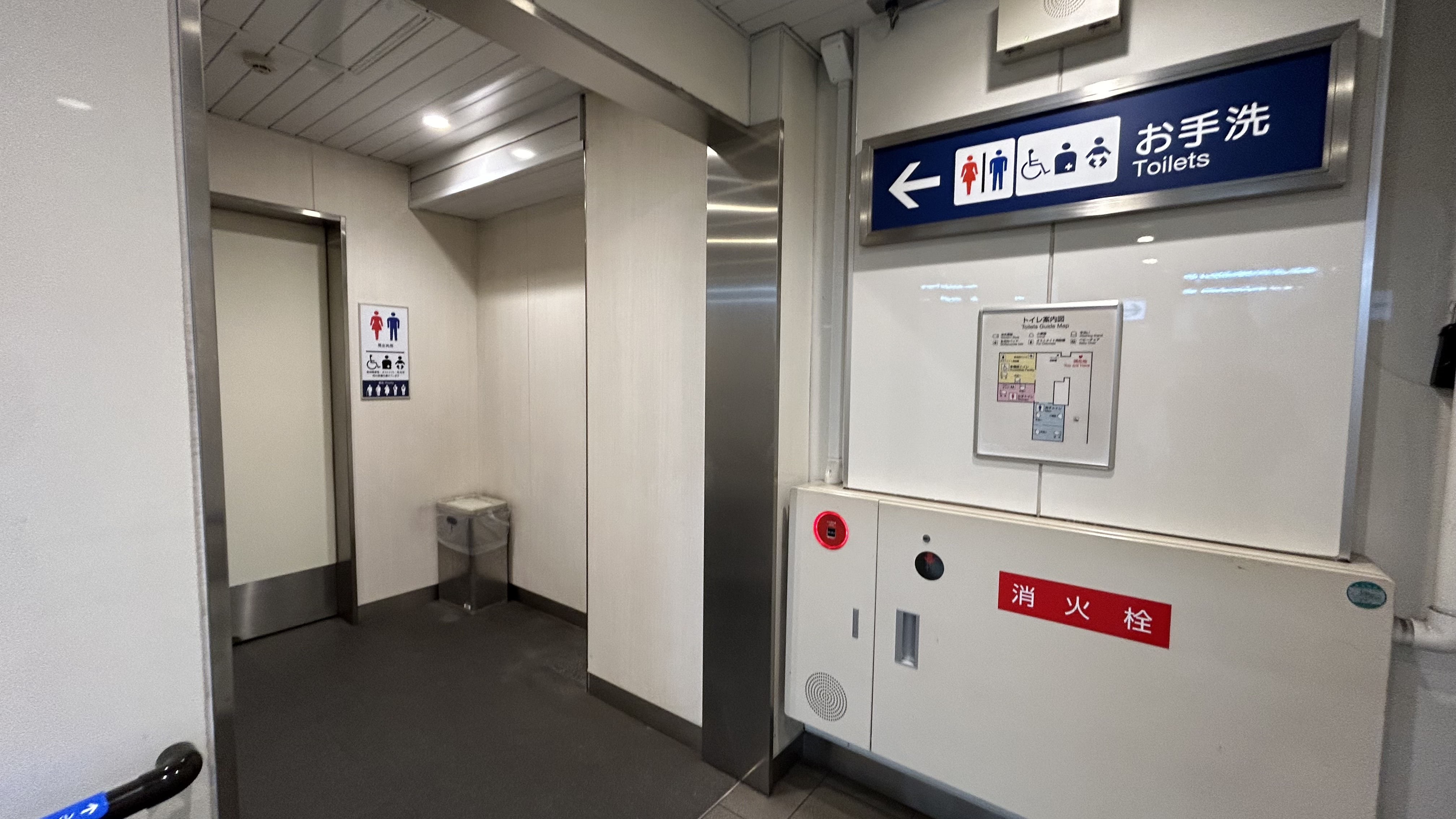
西改札トイレ
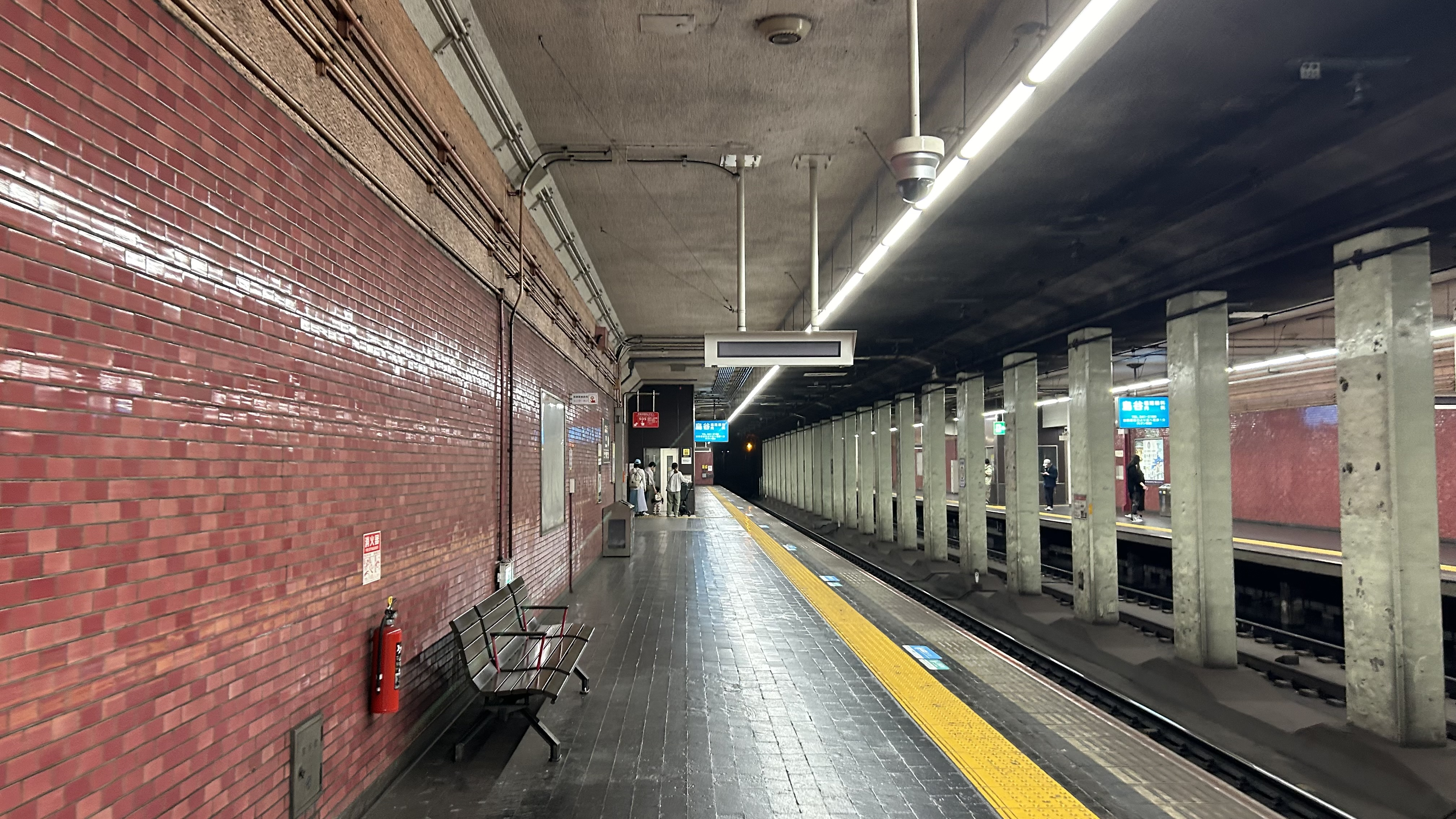
新開地方面ホーム
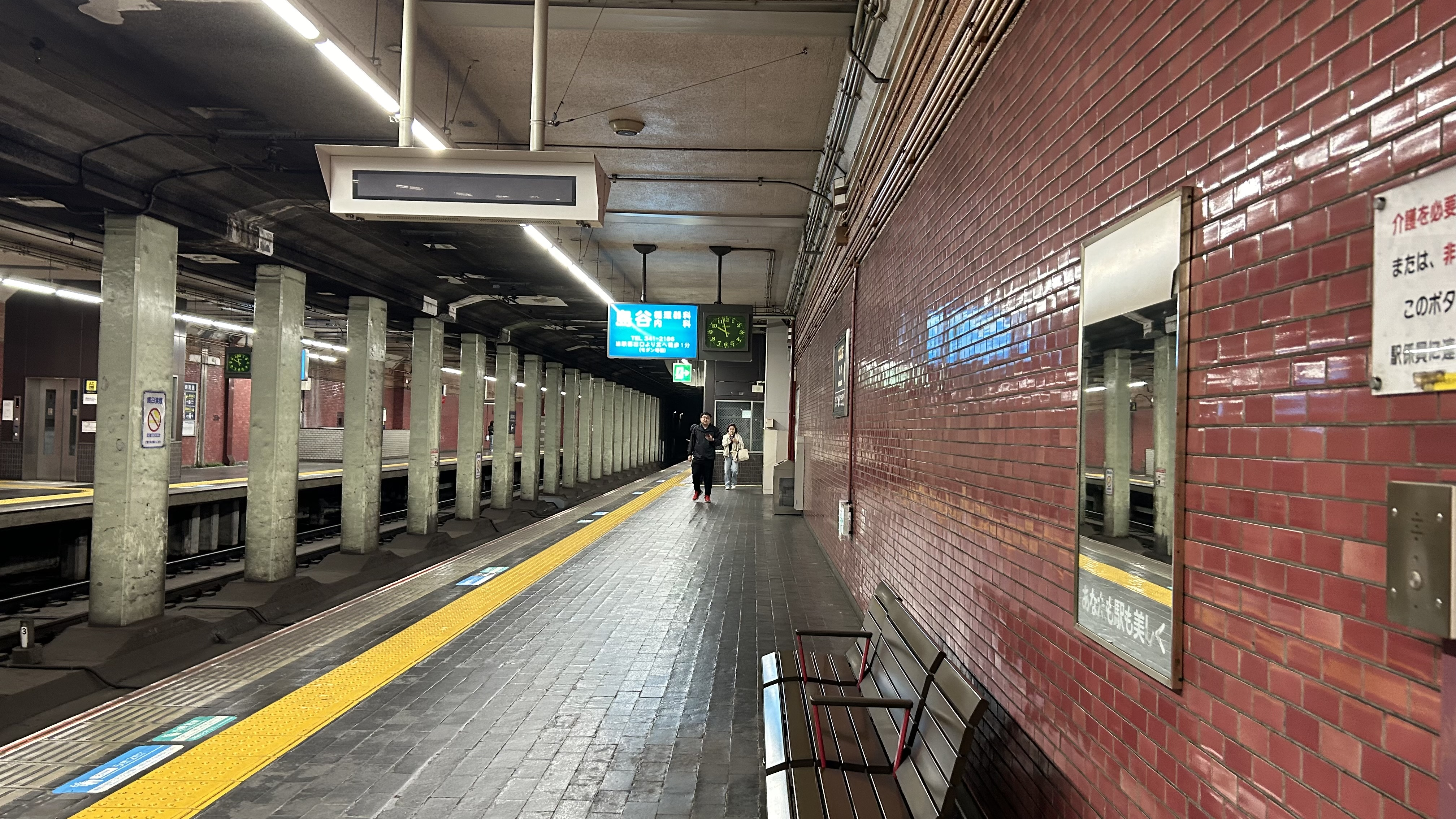
大阪方面ホーム
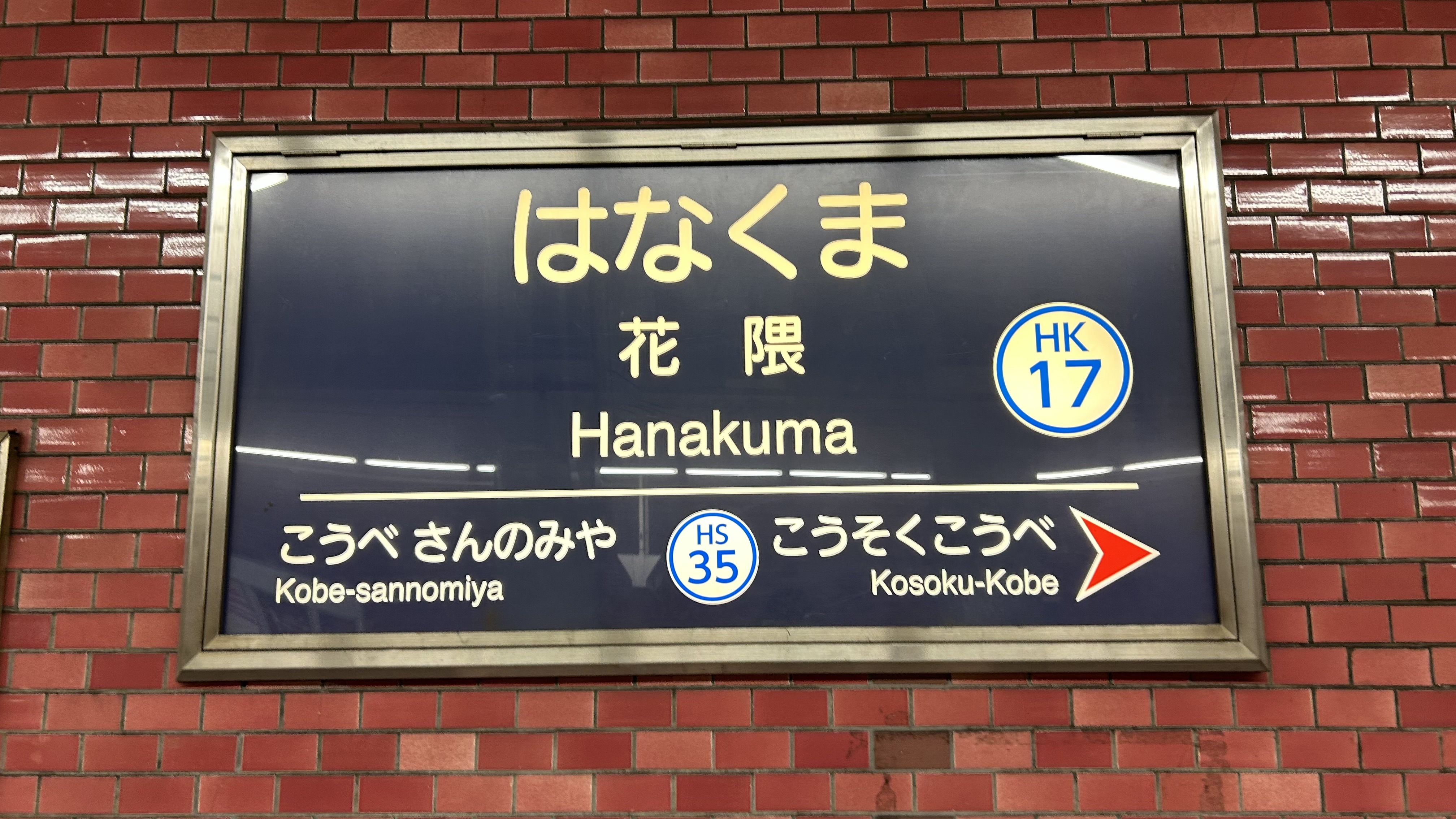
駅名標

## 利用状況
2023年の通年平均の乗降人員は7,174人である。阪急電鉄の特急停車駅では最も少ない。

### 年次別利用状況
各年次の乗降人員の推移は下表の通り。公式ホームページでは2017年度より当駅のデータも公表されているが、乗降人員ランキングの順位付けの対象には入っていない。
| 年次               | 乗降人員 | 増減率 | 出典       |
| ------------------ | -------- | ------ | ---------- |
| 2017年（平成29年） | 6,730    |        | [ 阪急 1 ] |
| 2018年（平成30年） | 6,862    | 2.0%   | [ 阪急 2 ] |
| 2019年（令和元年） | 7,121    | 3.8%   | [ 阪急 3 ] |
| 2020年（令和02年） | 5,767    | -19.0% | [ 阪急 4 ] |
| 2021年（令和03年） | 6,117    | 6.1%   | [ 阪急 5 ] |
| 2022年（令和04年） | 6,687    | 9.3%   | [ 阪急 6 ] |
| 2023年（令和05年） | 7,174    | 7.3%   |            |

### 年度別乗車人員
各年度の1日平均乗車人員は下表の通り。
| 年度               | 1日平均 乗車人員 |
| ------------------ | ---------------- |
| 2007年（平成19年） | 3,765            |
| 2008年（平成20年） | 3,688            |
| 2009年（平成21年） | 3,468            |
| 2010年（平成22年） | 3,751            |
| 2011年（平成23年） | 3,981            |
| 2012年（平成24年） | 3,997            |
| 2013年（平成25年） | 4,378            |
| 2014年（平成26年） | 4,299            |
| 2015年（平成27年） | 4,456            |
| 2016年（平成28年） | 4,589            |
| 2017年（平成29年） | 4,712            |
| 2018年（平成30年） | 4,512            |
| 2019年（令和元年） | 4,768            |
| 2020年（令和02年） | 3,658            |
| 2021年（令和03年） | 3,995            |
| 2022年（令和04年） | 4,608            |

## 駅周辺
- 花隈駅ビル（メトロハイツ花隈 東出口） - 神戸高速サービスの本社が入居している。
- 花隈公園（花隈城跡）
- モダン寺（本願寺神戸別院）
- 宇治川商店街
- 元町商店街
- 元町高架通商店街 - 東西両出口南のJR神戸線高架下に所在している。
- 波止場町TEN×TEN
- 中突堤、中突堤中央ターミナル、メリケンパーク
  - 神戸ポートタワー
  - 神戸海洋博物館
  - 神戸メリケンパークオリエンタルホテル
- 海岸ビルヂング
- 隈病院
- 学校法人大学受験予備校神戸セミナー
- 神戸下山手郵便局
- 神戸市営地下鉄海岸線 みなと元町駅 - およそ100 m南側にある。
- 阪神電気鉄道神戸高速線 西元町駅 - およそ200 m西側にある。

## 隣の駅
阪急電鉄
■神戸高速線
■特急・■通勤特急・■準特急・■急行・■快速・■S特急・■普通（急行・快速は下りのみ運転）
神戸三宮駅 (HK-16) - 花隈駅 (HK-17) - 高速神戸駅 (HS 35)

### 記事本文